# Aricia pelorion
Aricia pelorion är en fjärilsart som beskrevs av Szabó 1956. Aricia pelorion ingår i släktet Aricia och familjen juvelvingar. Inga underarter finns listade i Catalogue of Life.